# Гото, Мэйсэй
Мэйсэй Гото (яп. 後藤 明生 Гото: Мэйсэй, 4 апреля 1932 — 2 августа 1999) — японский писатель
, представитель литературного «поколения интровертов». Настоящее имя записывается иероглифами 後藤明正. Лауреат ряда литературных наград Японии. Широкую известность получили произведения написанные в технике потока сознания и построенные на гротескных образах, в которых сильны гоголевские и кафкианские мотивы. На русский язык переведена новелла «Мужчина, который возвратился домой».

## Биография
Родился в городе Хамхын, провинция Хамгён-Намдо, КНДР (в то время — японская колония). На момент капитуляции Японии был учеником средней школы там же в Хамхыне. Во время репатриации лишился отца и бабушки — трагические события, к которым Гото впоследствии неоднократно обращался на страницах своих произведений. После возвращения в Японию жил в преф. Сидзуока. После поступления на филологический факультет Университета Васэда (отделение русской литературы) переехал в Токио. Писать начал в студенческие годы. Рассказ «Красно-чёрные записки» (赤と黒の記録, 1955) участвовал в национальном молодёжном литературном конкурсе, проводимом журналом «Бунгэй» (был опубликован там же). В студенческие годы пережил сильнейшее увлечение творчеством Гоголя, повестям среднего периода творчества которого он посвятил свою дипломную работу. В 1957 году на следующий день после выпуска вернулся к родным в Сидзуоку. Работал в библиотеке и на санитарно-гигиенической станции. Через год вернулся в Токио.
В Токио поступил на работу в издательство и продолжил писать. В 1962 году за рассказ «Отношения» (関係) был удостоен премии журнала «Бунгэй» для произведений малой и средней формы. Привлёк к себе внимание в 1967 году после публикации в «Литературном мире» рассказа «Человеческие недуги» (人間の病気), номинированного на премию Акутагавы. Фигурировал в шортлисте премии четыре раза (последний раз в 1969 году с рассказом «Смешной ад» (笑い地獄)), но премии удостоен не был).
Этапным в творчестве Гото стал вобравший в себя гротеск Гоголя и Кафки и написанный в технике потока сознания роман «Нападение с обоих флангов» (挾み撃ち, 1973), который вызвал восторженные отклики таких ведущих литературных критиков, как Сюн Акияма, Кодзин Каратани и Сигэхико Хасуми. С этим произведением Гото выдвинулся в число ведущих представителей «поколения интровертов». В 1982 году за свою работу о Гоголе Гото получил премию Икэды Кэнтаро.
Из работ последующих лет выделяются «Сны» (夢かたり, 1977, премия Хирабаяси), «Куртизанка Ёсино» (吉野大夫, 1981, премия Танидзаки), «Рекламный воздушный шар над могилами преступников и врагов» (首塚の上のアドバルーン, 1990, премия Министерства образования Японии).
В 1977 году вместе с другими писателями «поколения интровертов» вошёл в число редакторов созданного ими журнала «Литературный стиль» (文体). С 1989 года начал преподавать на литературном факультете Университета Кинки (Осака) и постепенно перебрался в Осаку. С 1993 года и до последних лет своей жизни был деканом того же факультета. Умер в 1999 году от рака лёгких.

## Издания на русском языке
- Мужчина, который возвратился домой // Современная японская новелла / Пер. В. Гривнина. — М.: Радуга, 1985. — С. 221—252.